# ارکو (مینه‌سوتا)
ارکو، مینه‌سوتا (به انگلیسی: Arco, Minnesota) یک شهر در ایالات متحده آمریکا است که در شهرستان لینکولن واقع شده‌است.

## خصوصیات
ارکو ۱٫۹۹ کیلومترمربع مساحت و ۷۵ نفر جمعیت دارد و ۵۱۱ متر بالاتر از سطح دریا واقع شده‌است.